# Euproctis episema
Euproctis episema är en fjärilsart som beskrevs av Collenette 1954. Euproctis episema ingår i släktet Euproctis och familjen tofsspinnare. Inga underarter finns listade i Catalogue of Life.